# Самнер (Џорџија)
Самнер (Џорџија) (енгл. Sumner) град је у америчкој савезној држави Џорџија. По попису становништва из 2010. у њему је живело 427 становника.

## Демографија
Према попису становништва из 2010. у граду је живело 427 становника, што је 118 (38,2%) становника више него 2000. године.
| Група             | 2000.       | 2010.       |
| Белци             | 259 (83,8%) | 310 (72,6%) |
| Афроамериканци    | 46 (14,9%)  | 103 (24,1%) |
| Азијати           | 0 (0,0%)    | 0 (0,0%)    |
| Хиспаноамериканци | 0 (0,0%)    | 8 (1,9%)    |
| Укупно            | 309         | 427         |